# 李孝利
李孝利（韓語：이효리，1979年5月10日—）是韓國的知名女歌手及演員，性感符號的代表性人物，擁有國民妖精的稱號，1998年以韩国歌唱团体Fin.K.L.的隊長身份出道，成為首個拿下韓國歌謠大賞的女子團體。2003年以個人身份出道，該年就勇奪KBS及SBS的歌謠大賞、MBC歌謠賞、首爾歌謠大賞等獎項，成為首個以團體及個人都拿下歌謠大賞的藝人，也令保守的韓國人重新定義性感，產生「孝利效應」，除了人氣飆升，更奠定了其天后級的地位！於2009年以《家族的誕生》與劉在錫拿下共同演藝大賞，是韓國史上首位拿下歌謠大賞及演藝大賞2項大賞的藝人，在2020年以玩什麼好呢混聲組合SSAK3拿下音樂節目一位，成為韓國歷史上唯一在10代、20代、30代、40代都在電視台音樂節目中獲得一位的歌手。

## 簡歷

### Fin.K.L.時期
李孝利是在拍大頭貼時被DSP星探發掘。1998年，與玉珠炫、李真和成宥利合組女子團體Fin.K.L.（全名為：Fine Killing Liberty，中文有釋放自由的意思），並擔任隊長，是四人中最晚加入的成員。1998年5月，Fin.K.L.推出首張專輯《Blue Rain》，歌曲以Hip-hop、R&B為主。專輯170萬張的銷售量，使她們壓過當時的當紅女子團體S.E.S.，成為銷量冠軍，亦是首個拿下韓國歌謠大賞的女子團體。其後的專輯《White》、《Now》、《Memories & Melodies》等都有相當好的成績。2002年，團員各自發展演藝事業，但從未宣告解散。

### 個人發展時期

#### 音樂
- 2003年，李孝利推出首張個人大碟。2003年8月7日，SBS《人氣歌謠》是李孝利首次一個人站在舞台上公開演出，開始了SOLO歌手的生涯。專輯主打歌〈10 minutes〉兩周內就登上了MBC《MUSIC CAMP》歌曲的榜首，這是韓國樂壇前所未有的奇跡。憑着這張大碟，她勇奪KBS及SBS的歌謠大賞、第10屆MBC歌謠賞、首爾歌謠大賞以及由KMTV、M.net等多個大眾傳媒及網上傳媒舉辦的頒獎。她的出現，讓保守的韓國人，對性感有了新的理解，整個韓國都陷入孝利無法抗拒的性感魅力之中，被稱為「孝利效應」[2]:201-202。
- 2004年3月，李孝利訪港，並宣佈簽約英皇娛樂[3]
- 2006年，她推出第二張個人大碟《Dark Angel》，主打曲〈Get Ya〉中演繹的機械舞又成為媒體關注的焦點，因涉嫌抄襲布蘭妮歌曲〈DO SOMETHING〉，她提前結束宣傳，並中止演藝活動兩週。之後藉著下波主打〈Shall We Dance?〉重新回歸舞臺，高難度的探戈舞步，證明她永遠是韓國的一顆巨星。2006年6月11日，隨著SBS《人氣歌謠》演出的結束，結束第二輯的宣傳活動。並於演出結束後，舉行了簡短的歌迷見面會，在會上李孝利許諾，一定會再發表第三張個人專輯。
- 2006年11月6日，李孝利離開了自1998年出道以來就一直合作的所屬公司DSP Media，轉簽CJ-Mnet Media．三年合約，22億韓幣簽約金，創下了歷代韓國演藝人的最高身價。
- 2008年，李孝利在KBS MUSIC BANK 以第三張正式個人專輯《It's Hyorish...》COME BACK，獲得了爆炸性的反響，創造了COME BACK僅一周就摘奪冠軍寶座的紀錄，主打歌《U-GO-GIRL》更是成为韓國藝人争相模仿的對象，在KBS、SBS、MBC、MNET四大電視台都蟬聯3周冠軍。後續曲也在SBS人氣歌謠蟬聯兩周冠軍，積聚著極高的人氣。这張專輯，可以說是再次奠定了她在韓國樂壇天后级的地位。
- 2010年，發行第四張正式個人專輯《H-Logic》，該專輯作曲家BAHNUS承認剽竊美國和加拿大等國歌手的歌曲並謊稱是自己的作品來欺騙李孝利，警方以詐騙和妨礙業務的嫌疑將Bahnus移送到了檢察廳，判刑1年6個月（也表示李孝利是受害者）。同年8月底離開CJ-Mnet Media，轉簽B2M Entertainment娛樂公司（該公司社長是李孝利Fin.K.L時期的經紀人吉鍾華，據悉李孝利未收取簽約金，為義氣加盟），李孝利也因四輯事件而休息三年，並學習作詞作曲。
- 2013年，發行第五張正式個人專輯《Monochrome》，其中最讓人驚艷的是李孝利首次發表個人自創曲Miss Korea，該曲雖非專輯主打歌，但做為先行曲亦取得巨大的成功，發表當天一小時內就攻占各大韓國音樂榜單NO.1，且也使李孝利在未發表主打曲的情況下登上各大音樂節目一位候補名單。專輯內容極度豐富，總共收錄16首歌曲，其中9首歌曲均由李孝利親自填詞，在現今韓國市場制度是極為不易的正規專輯，也是時隔三年回歸對歌迷回饋福利的專輯。整張專輯全心投入製作時間長達1年半，風格跳脫以往Hip-hop曲風，以復古、鄉村、爵士、搖滾等多元型式組成以輕快俏皮曲風為主，最難能可貴的是未參入韓國時下流行的電子音樂，以acoustic樂隊演奏的模式製作，回歸樸實單純的音樂形式(此次回歸只宣傳2周時間，也因此掀起討論，但李孝利回應"單純的想休息")。10月發表第二首詞曲創作Crazy girl，作為首次SOLO出道SPICA成員金保亨的單曲。
- 2014年，正式以詞曲創作製作人身分出道。一月於需要浪漫3OST發表第三首個人詞曲創作Don't Cry、SPICA第四張單曲You don't love me!發表第四首個人詞曲創作You don't love me!(並以製作人身分正式出道)、孫佳人第三張專輯發表第五首個人詞曲創作Black & White。
- 2017年，發行第六張正式個人專輯《Black》，該張專輯近乎全創作，該專輯裡收錄的10首歌曲中蘊含著濟州島生活激發的音樂靈感，9首由孝利作詞、8首由孝利作曲，展現了其在音樂上的成長。平時對各種題材音樂感興趣的他在此張專輯中展現了POP、嘻哈、SOUL及電子樂等豐富多彩的音樂元素，充分展現了未活動的空白期間對音樂的全新的認知和努力。第一张專輯《10 MINUTES》開始一起合作的作曲家金度賢再次與孝利攜手合作，參與了該專輯中8首歌曲的共同作曲及編曲，默契完成高品質專輯。

#### 電視主持
- 李孝利以個人身份發展後，主要擔任節目主持及廣告拍攝。主持方面，她先後主持了MBC《時間機器》、KBS2《Happy together》等節目。也因為李孝利的存在，讓這些節目收視率猛增。
- 2006年4月，受到KBS電視臺的邀請，李孝利時隔2年，再次成為綜藝節目的固定主持，她與劉在錫搭檔主持《Happy together friends》，在短短三周節目的收視率突破了20%，創下歷史最高記錄。
- 2008年2月，Mnet《OFF THE REC.Hyolee》將追蹤出道10周年的李孝利，隨後便在李孝利所去的任何一個地方安置閉路監控，當然也包括家裡，並記錄李孝利24小時的日常生活，據悉這是李孝利為出道十周年親自提出發想並企劃的節目，這也是韓國首次真人實境節目(根據2010報導此節目，為韓國有線電視史上收視TOP3)。
- 2008年2月，SBS綜藝節目《change》，與申東燁等人共同主持，因李孝利的存在，第一期的瞬間最高收視率更高達了32.1%，平均收視為12.7%。
- 2008年6月，SBS《家族的誕生》，由劉在錫與李孝利、歌手金鐘國、BIGBANG大聲、演員朴藝珍、尹鐘信、金秀路、李天熙組成主持團隊，曾連續26周蟬聯韓國周末收視冠軍，並且連續8周蟬聯韓國綜藝節目周收視冠軍。
- 2009年，李孝利也因《家族的誕生》與劉在錫共同獲得SBS演藝大賞，成為韓國史上取得歌謠大賞和演藝大賞兩項大賞的第一人。
- 2012年4月，On Style頻道《Golden 12》是李孝利的Social Clubber真人秀節目共十二期，當中成員都是李孝利的朋友(造型師韓惠妍、攝影師洪章賢、作家李珠熙、設計師Yoni P、歌手裴多海、歌手張凡俊)，主要是拍攝變身社會人的李孝利現實生活。
- 2012年2月，SBS音樂節目《U&I》與鄭在型共同主持。
- 2013年8月，On Style頻道《李孝利的X姊姊》，在這瞬息萬變的演藝界，對於出道15年依舊保持著TOP的地位的李孝利，究竟是如何做到受大眾的喜愛的呢?? 由為李孝利量身打造的真人實境秀《李孝利的X姊姊》中揭幕，李孝利將成為同公司後輩SPICA的製作人，指導她們如何在眾多偶像的歌謠界受人注目。此節目播出後，是同時段有線頻道的收視第一!也展現出了李孝利的高人氣。
- 2014年5月，SBS綜藝節目《Magic Eye》，共分為兩個欄目，第一階段是由李孝利、文素利，洪真慶、仁京盛共同主持的談話性節目，旨在"不能面片了解的新闻"对新聞做深入探討，是一種轉換思維"新聞SHOW"。第二階段則為金九拉、裴勝才主持，以"尋找隱藏人物"作為主題。5/13首播討論新聞內容為"暴力情人"。
- 2017年6月，JTBC綜藝節目《孝利家民宿》，由李孝利主持，節目背景為李孝利與丈夫李尚順在韓國濟州島開設的民宿，並邀請IU擔任民宿職員。節目事前透過官網發布，開放所有人申請，並由製作單位通知成功住宿者；之後每集將記錄李孝利、李孝利丈夫、IU與入住房客所有發生的互動點滴與故事。
- 2018年2月，JTBC綜藝節目《孝利家民宿》第二季[4]，與第一季相同仍由李孝利主持，節目背景為李孝利與丈夫李尚順在韓國濟州島開設的民宿，但IU行程無法參與拍攝[5]，因此邀請潤娥（少女時代）擔任民宿職員，亦邀請男演員朴寶劍於2018年1月13日起至15日[註 1]，在《孝利家民宿》擔任臨時兼職生[6]。節目事前透過官網發布，開放所有人申請，並由製作單位通知成功住宿者；之後每集將記錄李孝利、李孝利丈夫、潤娥、朴寶劍與入住房客所有發生的互動點滴與故事。
- 2019年7月，JTBC綜藝節目《Camping Club》，Fin.K.L成員們時隔14年的全體共同出演。
- 2020年，李孝利出演劉在錫主持之MBC綜藝節目〈玩什麼好呢〉，並與劉在錫、Rain組成夏日混聲組合SSAK3，於2020年7月25日出道。出道曲再次来到这海边由李孝利作詞，並由丈夫李尚順作曲，此曲一经发布立刻登上各大音源网站榜首，长达数月在榜首高居不下。该组合于音源发布第二周在打歌节目上获得一位，展现出超高人气。李孝利也凭借此曲成为韩国历史上首位在10代、20代、30代、40代都在电视台打歌节目中获得一位的女歌手。同年十月與嚴正化、Jessi、華莎組成的退貨遠征隊，創下韓國首个由20代、30代、40代、50代共同組成的女團的记录。
- 2021年12月，時隔8年重回MAMA舞台成為MAMA史上首位女主持人。Mnet表示：「MAMA2021將以「MAKE SOME NOISE」為主題，計劃把尊重他人價值、打破偏見的新穎音樂力量傳達給世界。」並認為李孝利完美符合概念，決定委任她作為主持人。
- 2022年1月，新綜藝《首爾 Check In》由曾打造《無限挑戰》、《玩什麼好呢》等人氣節目製造機金泰浩PD一手打造，是為李孝利量身定做的個人實境秀。節目以李孝利為了工作從濟州島前往首爾的出差小旅行為主軸，包含通告結束後的日常行程，展示李孝利不為人知的一面，該節目於線上影音平台TVING播放。節目於29日上映後，在所有TVING内容中，付費訂閱貢獻排名第一。4月8日播出第一期(區分為兩季正式編制6+5期)。

#### 電視劇
- 2005年，李孝利首度演出電視劇，在SBS的《三葉草》（세잎클로버）飾演女主角姜貞兒，但收視成績一般。
- 2007年，再次參與電視劇的演出，於SBS《如果愛，就像他們》劇中飾演李娜，與李東健合作，平均收視為14.1%。
- 2008年，在《On Air》第一集客串劇中一角。

#### 廣告
- 李孝利得到三星電子的垂青，連續擔任了數次的代言人。2005年3月，AnyCall推出的廣告系列第一部《Anymotion》，由李孝利主演，獲得廣大迴響。2005年10月，AnyCall推出了《Anymotion》續集《Anyclub》，創下了一周點擊50萬次，下載10萬次的大紀錄，超過了前篇 《Anymotion》（三周點擊110萬次，8萬次下載）的紀錄，孝利女神的魅力無遠弗屆。2006年底，AnyCall繼之前《Anymotion》及《AnyClub》，推出系列廣告第三部《AnyStar》，由李孝利和李準基擔綱演出。
- 是韓國燒酒品牌最長壽的模特兒2007~2012。
- 其出道以來至今，代言廣告無數，包括服飾、飲品、電子產品、健康食品、家電用品、登山用品、珠寶、太陽眼鏡、保養品等廣告商品，被稱韓國CF女王，也被稱為「完賣女」（代言商品提升市場占有率、增加該企業市值）。
- 是韓國女性Wanna be star。
- 2012年，李孝利宣布將不再代言任何商業廣告。

#### 書籍
- 2012年5月25日出版第一本著作《鄰近》李孝利與順心（李孝利領養的遺棄犬）開始的故事，講述飼養動物們、童年故事、鏡頭後的李孝利等故事，其銷售版稅全額捐贈給動物保護團體。

## 電視劇
- 2005年 SBS《三葉草》（세잎클로버） 飾演 姜貞兒
- 2007年 SBS《如果愛，就像他們》（사랑한다면 이들처럼） 飾演 李娜
- 2008年 SBS《On Air》（客串）

## 電影
- 2002年《緊急措施19號》（客串）
- 2012年《Dancing Queen》（客串）
- 2018年：《北風》飾演 李孝利（特別出演）

## MV
- 個人專輯
  - 2003 【Stylish...E】：《10 MINUTES》、《Hey Girl》、《Remember Me》
  - 2006 【Dark Angel】：《Get Ya》、《Shall We Dance?》、《Straight Up》
  - 2008 【It's Hyorish】：《 U-GO-GIRL》、《Hey Mr. BiG》
  - 2010 【H-Logic】：《Chitty Chitty Bang Bang》、《鞦韆》
  - 2013 【Monochrome】:《Bad Girls》、《Miss Korea》、《Amor Mio》、《瘋了》
  - 2017 【BLACK】:《Black》、《Seoul》
- 友情演出
  - 2008 與李美妍共同演出，Davichi《即使恨.也愛著》(上部)、《悲傷的諾言》(下部)
  - 2008 輝星《星之殞落》
  - 2009 與柳承範共同演出，Leessang《無法分手的女人 無法離開的男人》
  - 2012 SPICA《狠毒地》
  - 2013 SPICA《Tonight》
  - 2014 需要浪漫3OST《Don't cry》
  - 2020 Jessi《NUNU NANA》
- 廣告演出
  - 2005 三星電子AnyCall廣告系列，3月與Eric共同拍攝《Anymotion》、10月與Eric及權相佑共同拍攝《Anyclub》
  - 2006 三星電子AnyCall廣告系列，與李準基及2NE1朴春共同拍攝《Anystar》
  - 2009 受邀擔任北京現代汽車廣告代言人與潘瑋柏共同拍攝《只要愛上你》

## 書籍
- 《鄰近》（2012年5月25日）

## 音樂作品
- Stylish...E（英语：Stylish...E）（2003年）
- Dark Angel（英语：Dark Angel (Lee Hyori album)）（2006年）
- It's Hyorish（英语：It's Hyorish）（2008年）
- H-Logic（英语：H-Logic）（2010年）
- Monochrome（英语：Monochrome (Lee Hyori album)）（2013年）
- Black（英语：Black (Lee Hyori album)）（2017年）

### 音樂創作
作詞
- 2002 FIN.K.L 四輯《永遠》：《永遠》、《你中的我》(與趙奎滿共同作詞)
- 2002 電視劇《壞女孩》OST：FIN.K.L《如同初見》、李孝利《戀人》
- 2003 一輯【Stylish...E】：《HEY GIRL》、《對不起（GHOST）》、《ONLY ONE》、《PROLOGUE/DRUM&BASS》
- 2004 给其他歌手作詞的歌曲：Kill Gun《FATE》(與Kill Gun共同作詞)、DOUBLE K《HOT GIRL》(與DOUBLE K共同作詞)
- 2005 FIN.K.L數字單曲：《FIN.K.L》
- 2006 二輯 【Dark Angel】：《CLOSER》、《E.M.M.M》
- 2008 三輯【It's Hyorish】：《會變好嗎》（與BIGTONE共同作詞）、《DON'T CRY》、《理髮店的女儿》
- 2010 四輯【H-Logic】：《Chitty Chitty Bang Bang》
- 2013 五輯【Monochrome】:《Holly Jolly Bus》、《Miss Korea》、《Bad Girls》、《討厭我》、《Special》、《Amor Mio》、《瘋了》、《Show Show Show》、《Better Together》
- 2013 SPICA第三張單曲【Tonight】:《Tonight》(與金甫娥共同作詞)
- 2013 SPICA金保亨首張SOLO數位單曲【我是瘋女人】:《我是瘋女人》
- 2014 【需要浪漫3】首波OST : 《Don't cry》
- 2014 SPICA第四張單曲【You don't love me】:《You don't love me》
- 2014 孫佳人第三張個人專輯【Truth or Dare】:《Black & White》
- 2017 六輯【Black】:《Seoul》、《Black》、《White Snack》、《Love Me》、《Rain Down》、《Beautiful》、《Unchanged》、《Diamond》
- 2020 SSAK3 主打曲：《再次來到這海邊》、SSAK3  Linda G SOLO曲:《Linda》、高耀太 《刪除(Delete)》with Baek Ga、BABYLON《ALONE》
- 2021 2021年Mnet亞洲音樂大獎【2021 MAMA】主題曲:《Do The Dance》（與沈恩智共同作詞）

作曲
- 2003 一輯【Stylish...E】：《PROLOGUE/DRUM&BASS》
- 2013 五輯【Monochrome】:《Miss Korea》
- 2013 SPICA金保亨首張SOLO數位單曲【我是瘋女人】:《我是瘋女人》
- 2014 【需要浪漫3】首波OST : 《Don't cry》
- 2014 SPICA第四張單曲【You don't love me!】:《You don't love me!》
- 2014 孫佳人第三張個人專輯【Truth or Dare】:《Black & White》
- 2017 六輯【Black】:《Seoul》、《Black》、《White Snack》、《Unknown Track》、《Love Me》、《Mute》、《Beautiful》、《Unchanged》、《Diamond》
- 2020 高耀太 《刪除(Delete)》、BABYLON《ALONE》

## 綜藝節目

### 固定嘉賓
| 日期                          | 頻道 | 節目名稱       | 成員                        | 內容              |
| 2020年5月30日－2020年8月15日  | MBC  | 《玩什麼好呢》 | 劉在錫、Rain                | 夏日混聲組合SSAK3 |
| 2020年8月22日－2020年11月14日 | MBC  | 《玩什麼好呢》 | 劉在錫、嚴正化、Jessi、華莎 | 退貨遠征隊        |

### 固定綜藝
| 日期                                                                   | 頻道    | 節目名稱                             | 成員                                                                                              |
| 2002年4月4日－2003年10月30日                                           | KBS2    | 《歡樂在一起》                       | 申東燁                                                                                            |
| 2006年5月4日－2007年1月11日                                            | KBS2    | 《歡樂在一起Happy Together Friends》 | 劉在錫、李壽根                                                                                    |
| 2008年2月17日－2008年5月25日                                           | SBS     | 《CHANGE》                           | 申東燁、盧弘喆、强仁、孫昊永                                                                      |
| 2008年2月25日－2008年5月10日                                           | Mnet    | 《Off.The.Rec.Hyolee》               | 出道十年真人實境秀無成員                                                                          |
| 2008年6月15日－2010年2月14日                                           | SBS     | 《家族的誕生》第一季                 | 劉在錫、朴藝珍、金鐘國、金秀路、大聲、李天熙、朴海鎮、尹鍾信、朴時妍                              |
| 2012年4月19日－2012年6月21日                                           | OnStyle | 《Golden 12》                        | 造型师-韓惠妍、設計師-Yoni.P、攝影師-洪章賢、作家-李珠熙、音樂劇演員-裴多海、Busker Busker-張凡俊 |
| 2013年8月6日－2013年9月3日                                             | OnStyle | 《李孝利的X姐姐》                    | SPICA (組合)                                                                                      |
| 2014年7月8日日－2014年11月18日                                         | SBS     | 《Magic Eye》                        | 文素利、金九拉、洪真慶、文熙俊                                                                    |
| 2017年6月25日－2017年9月24日                                           | JTBC    | 《孝利家民宿》第一季                 | 李尚順、IU                                                                                        |
| 2018年2月4日－2018年5月20日                                            | JTBC    | 《孝利家民宿》第二季                 | 李尚順、潤娥、朴寶劍                                                                              |
| 2019年7月14日－2019年9月29日                                           | JTBC    | 《Camping Club》                     | 玉珠鉉、李真、成宥利                                                                              |
| 2022年1月29日、2022年4月8日－2022年5月13日、2022年6月3日－2022年7月1日 | TVING   | 《首爾Check in》                     |                                                                                                   |
| 2023年5月25日－                                                        | tvN     | 唱跳歌手流浪團                       | tvN真人秀音樂綜藝節目，由王牌PD金泰浩操刀製作，李孝利、金元萱、嚴正化、BoA寶兒、華莎參演          |
| 2024年1月5日－2024年3月29日                                            | KBS2    | The Seasons S4: 李孝利的Red Carpet   |                                                                                                   |
| 2024年5月27日－                                                        | JTBC    | 媽媽，我們一起去旅行吧               | 李孝利、全智順                                                                                    |

## 獎項

### 大型頒獎禮獎項
| 年份 | 獎項 |
| ---- | --- |
| 1998 | - KBS歌谣大赏－10大歌手 |
| 1999 | - SBS歌谣大赏－年度本奖及大奖 - 汉城歌谣大赏（即后来的首尔歌谣大赏）－年度大奖（与曹诚模共同受赏） |
| 2000 | - Mnent Music奖－最佳女子组合 |
| 2002 | - KBS演藝大賞－主持人新人獎 |
| 2003 | - 影像專輯大獎－歌手獎 - MBC演藝大賞－最優秀女歌手獎、女子最佳著裝獎 - 第5屆M.net KM Music Festival－最高人氣MV獎、最佳流行音樂錄影帶獎(10 Minutes) - KM 歌謠大戰－年度歌手獎、KMTV賞 - 首爾歌謠大賞－本賞、大賞 - SBS歌謠大戰－本賞、大賞 - KBS歌謠大戰－本賞、大賞 - MBC十大歌手歌謠節－十大歌手獎 - 第18屆金唱片獎－本賞 |
| 2005 | - FKCCI－感谢牌 - 第20屆金唱片獎－最佳MV導演獎 |
| 2007 | - 放送廣告節－最優秀女模特獎 |
| 2008 | - Mnet 20's Choice Awards－HOT Performance Musician獎、HOT Style Icon獎 - 第10屆M.net KM Music Festival－最佳女歌手獎、音樂類型舞蹈獎(U-Go-Girl) |
| 2009 | - Mnet 20's Choice Awards－HOT BODY獎、HOT Multitainer獎、HOT Style Icon獎 - SBS演藝大賞－人氣賞、大賞（與劉在錫共同獲獎） |
| 2010 | - SBS創社20週年－藝能10大明星獎 - 第一屆首尔文化艺术大赏-大眾音樂大賞 |
| 2013 | - Mnet 20's Choice Awards－20's 藍地毯人氣獎、20′s Choice Icon of 20's Award - 第15屆Mnet Asian Music Awards－最佳女歌手獎 |
| 2020 | - MBC演藝大賞－女子最優秀賞（音樂與脫口秀類）、最佳情侶獎（與劉在錫共同獲獎） |

### 音樂節目獎項
| 年份   | 日期    | 電視台    | 節目名稱      | 獲獎歌曲                | 排名                   |
| ------ | ------- | --------- | ------------- | ----------------------- | ---------------------- |
| 2003年 | 9月6日  | MBC       | Music Camp    | 10 Minutes              | 1位                    |
| 2003年 | 9月7日  | SBS       | 人氣歌謠      | 10 Minutes              | 1位（Mutizen Song）    |
| 2003年 | 9月14日 | SBS       | 人氣歌謠      | 10 Minutes              | 1位（Mutizen Song）    |
| 2003年 | 9月20日 | MBC       | Music Camp    | 10 Minutes              | 1位                    |
| 2003年 | 9月21日 | SBS       | 人氣歌謠      | 10 Minutes              | 1位（Mutizen Song）    |
| 2003年 | 9月27日 | MBC       | Music Camp    | 10 Minutes              | 1位                    |
| 2006年 | 3月12日 | SBS       | 人氣歌謠      | Get Ya!                 | 1位（Mutizen Song）    |
| 2006年 | 3月16日 | Mnet      | M! Countdown  | Get Ya!                 | 1位                    |
| 2006年 | 3月19日 | SBS       | 人氣歌謠      | Get Ya!                 | 1位（Mutizen Song）    |
| 2008年 | 7月27日 | SBS       | 人氣歌謠      | U-Go-Girl               | 1位（Mutizen Song）    |
| 2008年 | 7月31日 | Mnet      | M! Countdown  | U-Go-Girl               | 1位                    |
| 2008年 | 8月1日  | KBS       | Music Bank    | U-Go-Girl               | 1位                    |
| 2008年 | 8月3日  | SBS       | 人氣歌謠      | U-Go-Girl               | 1位（Mutizen Song）    |
| 2008年 | 8月8日  | KBS       | Music Bank    | U-Go-Girl               | 1位                    |
| 2008年 | 8月10日 | SBS       | 人氣歌謠      | U-Go-Girl               | 1位（Mutizen Song）    |
| 2008年 | 8月14日 | Mnet      | M! Countdown  | U-Go-Girl               | 1位                    |
| 2008年 | 8月15日 | KBS       | Music Bank    | U-Go-Girl               | 1位                    |
| 2008年 | 8月21日 | Mnet      | M! Countdown  | U-Go-Girl               | 1位                    |
| 2008年 | 9月28日 | SBS       | 人氣歌謠      | Hey Mr. Big             | 1位（Mutizen Song）    |
| 2008年 | 10月5日 | SBS       | 人氣歌謠      | Hey Mr. Big             | 1位（Mutizen Song）    |
| 2010年 | 4月22日 | Mnet      | M! Countdown  | Chitty Chitty Bang Bang | 1位                    |
| 2010年 | 4月25日 | SBS       | 人氣歌謠      | Chitty Chitty Bang Bang | 1位（Mutizen Song）    |
| 2010年 | 5月2日  | SBS       | 人氣歌謠      | Chitty Chitty Bang Bang | 1位（Mutizen Song）    |
| 2010年 | 5月9日  | SBS       | 人氣歌謠      | Chitty Chitty Bang Bang | 1位（Mutizen Song）    |
| 2013年 | 6月2日  | SBS       | 人氣歌謠      | Bad Girls               | 1位                    |
| 2013年 | 6月7日  | KBS       | Music Bank    | Bad Girls               | 1位                    |
| 2013年 | 6月12日 | MBC Music | Show Champion | Bad Girls               | 1位(Champion Song)     |
| 2013年 | 6月13日 | Mnet      | M! Countdown  | Bad Girls               | 1位                    |
| 2013年 | 6月27日 | Mnet      | M! Countdown  | Bad Girls               | 1位(6月 Only One Song) |

## 外部連結
- 官方网站 
- 官方网站（現經紀公司Antenna製作） 
- 李孝利的Instagram帳戶